# Karl Rigl
Karl Rigl (* 13. Mai 1909; † 11. Dezember 1971) war ein österreichischer Politiker (ÖVP) und Elektromeister. Rigl war von 1964 bis 1971 Abgeordneter zum Landtag von Niederösterreich.
Rigl absolvierte nach der Bürger- und Handelsschule Abendkurse und machte sich 1935 als Elektrotechniker in St. Pölten selbständig. Er diente zwischen 1940 und 1945 Im Zweiten Weltkrieg, wobei er auch in Kriegsgefangenschaft geriet. Rigl wirkte zwischen 1955 und 1960 als Gemeinderat in Sankt Pölten und war zudem zwischen 1960 und 1970 als Landesinnungsmeister aktiv. Daneben hatte er verschiedene Kammerfunktionen inne und wurde zum Kommerzialrat ernannt. Rigl vertrat die ÖVP zwischen dem 19. November 1964 und dem 11. Dezember 1971 im Niederösterreichischen Landtag.